# Shadoe Stevens

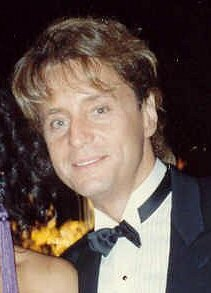
Shadoe Stevens (1989)

Shadoe Stevens (* 3. November 1947 in Jamestown, North Dakota), eigentlich Terry Ingstad, ist ein US-amerikanischer Ansager, Radiomoderator und Schauspieler.

## Leben
Stevens wurde 1957 Radio-DJ beim Sender KQDJ in seiner Heimatstadt Jamestown, der von seinem Vater und dessen Bruder geleitet wurde. Er war damit der jüngste DJ der Vereinigten Staaten, was zur landesweiten Berichterstattung im Life Magazine führte. Auch während seiner Schulzeit war er weiter bei dem Sender beschäftigt. Nach dem Abschluss an der University of Arizona wechselte er zunächst zu WRKO in Boston und im Jahr darauf zu KHJ in Südkalifornien, wo er Ansager der Steve Allen Show wurde. Danach wurde er Programmdirektor bei KMET und KRQQ-FM in Los Angeles. Zwischen 1988 und 1995 präsentierte er als Nachfolger von Casey Kasem die American Top 40.
Ab 1978 arbeitete er auch als Schauspieler, seine erste Rolle in The Kentucky Fried Movie war zunächst jedoch noch eine reine Sprachrolle. 1988 hatte er die Hauptrolle im Actionfilm Traxx. Zwischen 1993 und 1997 spielte er in 91 Folgen die Figur des Kenny Beckett in der Sitcom Immer Ärger mit Dave. In der Folge hatte er Gastrollen in verschiedenen Fernsehserien wie Baywatch und Beverly Hills, 90210. Als TV-Ansager arbeitete er von 1986 bis 1989 und von 1998 bis 2003 für die Spielshow Hollywood Squares und seit Dezember 2005 für die Late Late Show with Craig Ferguson.
Stevens ist in dritter Ehe verheiratet und hat drei Kinder. Seine Tochter aus dritter Ehe, Amber Stevens, arbeitet als Schauspielerin.

## Filmografie (Auswahl)

### Als Schauspieler
- 1977: Kentucky Fried Movie
- 1978: Hot City
- 1988: Traxx – Scharfe Waffen, heiße Kekse
- 1990: Max Monroe – Wehe, er wird losgelassen
- 1992: Der letzte Komödiant – Mr. Saturday Night
- 1993: Immer Ärger mit Dave
- 1997: Baywatch – Die Rettungsschwimmer von Malibu
- 1998: Clueless – Die Chaos-Clique
- 1999: Beverly Hills, 90210

### Als Ansager
- 1986: The New Hollywood Squares
- 1998: Hollywood Squares
- 2005: The Late Late Show with Craig Ferguson